# Парк-Уэст

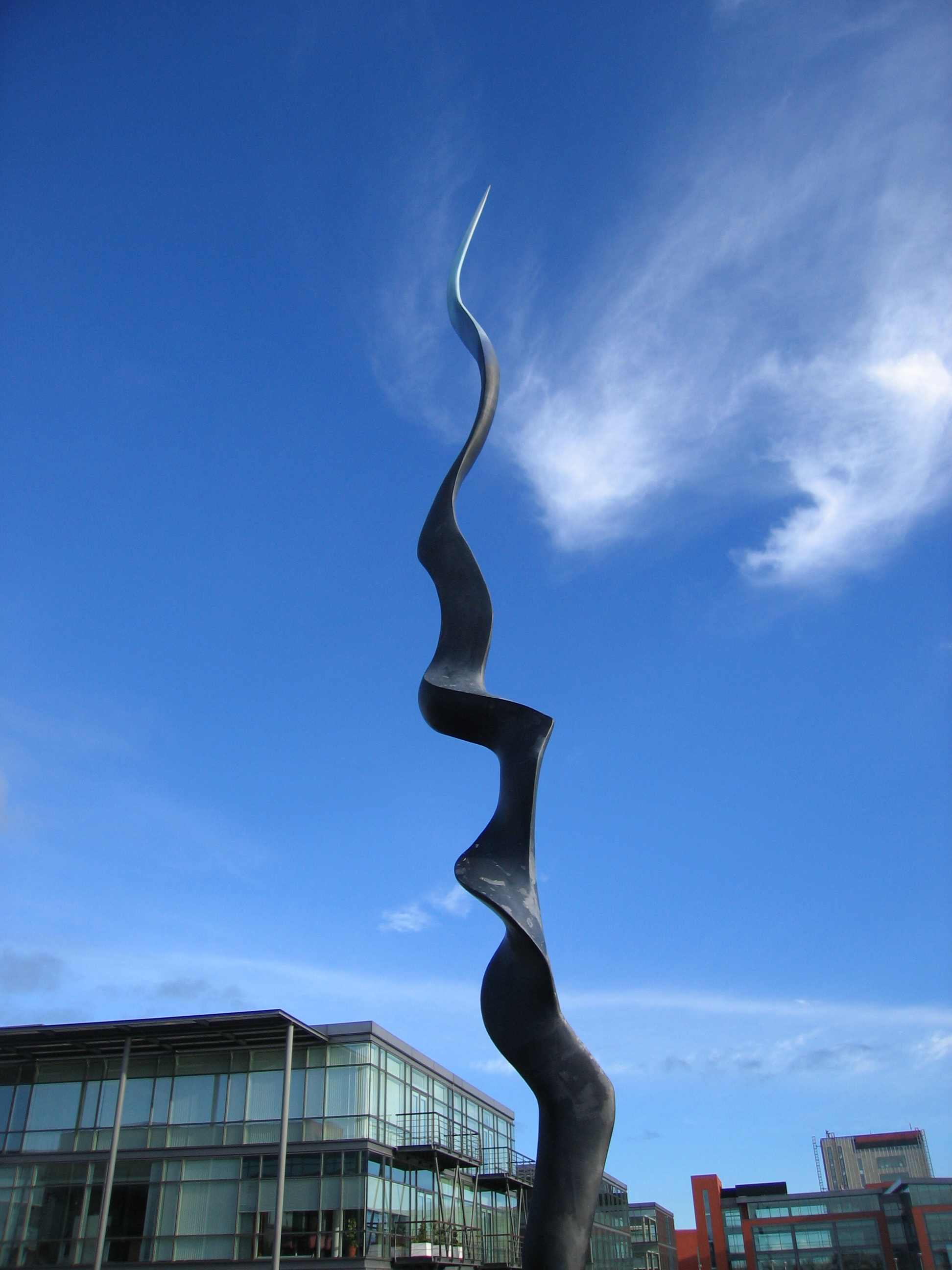
«Ирландская волна»

Парк-Уэст (англ. Park West; ирл. An Pháirc Thiar) — городской район Дублина в Ирландии, находится в административном графстве Дублин (провинция Ленстер).